# Manoel Island Football Ground
Manoel Island Football Ground – nieistniejący już stadion sportowy na Wyspie Manoela, w jednostce administracyjnej Gżira, na Malcie.
Latem 1965 roku w wyniku różnicy zdań w kwestii dystrybucji zysków meczowych pomiędzy właścicielami obiektu „The Stadium” z jednej strony, a maltańską federacją piłkarską oraz klubami piłkarskimi z drugiej, kluby i federacja postanowiły zaprzestać z korzystania z dotychczas wynajmowanego obiektu. Jako obiekt zastępczy posłużyło boisko na środku Wyspy Manoela, gdzie rozegrano wszystkie spotkania ligi maltańskiej w sezonie 1965/1966. Płyta tego boiska pozostawiała wiele do życzenia, problemem był także brak zabezpieczeń chroniących przed wtargnięciem kibiców na pole gry. Jeszcze przed startem sezonu, 29 września 1965 roku, odbył się na obiekcie mecz I rundy Pucharu Zdobywców Pucharów pomiędzy miejscową Florianą, a niemiecką Borussią Dortmund, późniejszym triumfatorem tych rozgrywek (spotkanie zakończyło się wygraną Borussii 5:1). Przed tym meczem inauguracyjną przemowę wygłosił prezydent maltańskiej federacji, Eugenio Bonello. 13 lutego 1966 roku na stadionie towarzyskie spotkanie rozegrała także piłkarska reprezentacja Malty, pokonując Libię 1:0 (był to pierwszy mecz reprezentacji Malty po ustanowieniu Państwa Malta, choć drużyna ta już wcześniej rozgrywała oficjalne spotkania, gdy Malta była jeszcze brytyjską kolonią; zarazem było to także pierwsze spotkanie reprezentacji Malty i Libii w historii). Mistrzem Malty w sezonie 1965/1966 została drużyna Sliema Wanderers (był to już trzeci tytuł z rzędu zdobyty przez ten zespół). Rozgrywki obfitowały w problemy, a trzy spotkania z różnych powodów nie zostały dograne do końca. Po zakończeniu sezonu federacja oraz kluby dogadały się z właścicielami „The Stadium” i rozgrywki powróciły na swoje dawne miejsce. Boisko na Wyspie Manoela przez jakiś czas służyło jeszcze piłkarzom, później jednak przestało być zupełnie używane i zanikło.